# Saint-Laurent-de-Trèves
Saint-Laurent-de-Trèves (okzitanisch Sent Laurenç de Trevas) ist eine Ortschaft und eine Commune déléguée in der französischen Gemeinde Cans et Cévennes mit 194 Einwohnern (Stand: 1. Januar 2022) im Département Lozère in der Region Okzitanien. 
Mit Wirkung vom 1. Januar 2016 wurde sie mit der Gemeinde Saint-Julien-d’Arpaon zur Commune nouvelle Cans et Cévennes zusammengeschlossen und hat dort seither den Status einer Commune déléguée.

## Geografie
Das Dorf Saint-Laurent-de-Trèves liegt im südlichen Zentralmassiv, in der Nähe des Lozère, im Tal des Flusses Tarnon.

## Kultur und Sehenswürdigkeiten
Im Tal des Tarnon fand man versteinerte Fußabdrücke von Dinosauriern.